# Мстислав Святославич (князь черниговский)
Мстислав Святославич (крестильное имя — Пантелеймон; ум. 31 мая 1223) — князь Козельский, князь Черниговский с 1216/1219, младший (пятый) сын черниговского и великого князя киевского Святослава Всеволодовича, одного из героев «Слова о полку Игореве», и полоцкой княжны Марии Васильковны.

## Биография
Точный год рождения Мстислава неизвестен. Впервые в источниках он упомянут в 1182 году. В 1191 году Мстислав участвовал в походе на половцев. Он и его потомки правили в Козельске, затем также в Карачеве и Звенигороде. В 1219 году он упомянут в Никоновской летописи как князь Чернигова, где он сменил старшего брата Глеба. Когда это точно произошло неизвестно — вероятно после 1216 года. В конце 1210-х годов Ольговичи помогали Мстиславу Удатному в изгнании венгров из Галича. В 1220 году Мстислав разбил вторгшихся в его владения литовцев.
В 1223 году половецкий хан Котян Сутоевич обратился к своему зятю, галицкому князю Мстиславу Мстиславичу Удатному, и к другим русским князьям, прося у них помощи против монголов, вторгшихся в их земли. Южнорусские князья собрались в Киев на совет под главенством трёх князей: Мстислава Романовича Киевского, Мстислава Мстиславича Удатного и Мстислава Святославича Черниговского. На совете было решено выступить против монголов. Однако поход закончился разгромом 31 мая в битве на реке Калке, погибло много князей. Среди них был и Мстислав вместе со старшим сыном Дмитрием.
В числе выживших на Калке были в том числе два чернигово-северских князя: племянник Мстислава Михаил, названный вторым после Мстислава на киевском съезде 1223 года, и Олег курский, присоединившийся к войскам коалиции на нижнем Днепре. Между этими двумя князьями произошла усобица в 1226 году, до которой Михаил княжил в Новгороде и после которой он достоверно стал черниговским князем. Традиционно считается, что Михаил был черниговским князем с самого 1223 года, а Олег был его младшим дядей, сыном Игоря Святославича новгород-северского. По версии же Горского А. А., черниговским князем в 1223—1226 был Константин Ольгович. Олег также возможно был не сыном, а внуком Игоря. В то же время по старшинству после Мстислава, с одной стороны, и до Константина и Михаила был Ярополк Ярославич, до этого упоминавшийся только в 1212 году в качестве сновского князя. Его потомки также не утрачивали вотчинные права на Чернигов.

## Семья и дети
Жена: Марфа с 1182/1183 года ясская княжна, сестра жены Всеволода Большое Гнездо — Марии Шварновны.
Дети:
- Дмитрий[11]  (или Василько[12]) (ум. 31 мая 1223), князь козельский с 1216/1219[1].
- Андрей[1][13]. Карамзин Н. М. отождествил его с «сарвогльским» князем Андреем Мстиславичем, который был в 1245/1246 году убит в Орде[14]. Его поддержал Филарет Гумилевский[15]. Но многие исследователи сомневаются в правильности такого отождествления. Так Зотов Р. В. считал Андрея сыном рыльского князя Мстислава Святославича (ум. 1241)[1], Квашнин-Самарин Н. Д.[16] и Войтович Л. В. — сыном Мстислава Глебовича[5].
- Иван[1][13]. По мнению некоторых исследователей, он был князем козельским в 1223—1238 годах и отцом козельского князя Василия, погибшего во время монгольского нашествия в марте-мае 1238 года[5].
- Гавриил[1][13]

Квашнин-Самарин Н. Д. обращал внимание на то, что во время монгольского нашествия на Русь в Козельске княжил ещё юный князь, и считал Дмитрия, Андрея, Ивана и Гавриила Мстиславичей сыновьями Мстислава Глебовича, Войтович Л. В, с той же аргументацией считал сыном Мстислава Глебовича только Андрея.

## В культуре
Мстислав Святославич стал персонажем романа Исая Калашникова «Жестокий век» (1978).